# Club Nacional (Salto del Guairá)
El Club Nacional (conocido popularmente como Club Nacional de Salto del Guairá) es un club deportivo de Paraguay ubicado en la ciudad de Salto del Guairá, Departamento de Canindeyú. Fue fundado el 2 de febrero de 1975 y su principal actividad es el fútbol de campo.

## Historia
Al comienzo, durante sus primeros años, el club militó solamente en su liga regional, la Liga Deportiva Salto del Guairá (cuarta división), llegando a ganar 19 campeonatos, sin embargo, desde el año 2023 inició su participación en la Primera B Nacional (tercera división).

## Estadio
Su estadio recibe su nombre actual en homenaje a Ary Arthur Méndes Gonçalvez (hispanizado: Ary Arthur Méndez González) fundador del Club y principal responsable de la planificación urbana y desarrollo de la ciudad de Salto del Guairá en sus primeros años.

## Palmarés

### Regionales
- Liga Deportiva Salto del Guairá (19): 1977, 1980, 1983, 1986, 1988, 1989, 1990, 1992, 1993, 1994, 1998, 1999, 2001, 2003, 2005, 2009, 2010, 2013, 2018.[9]